# اوا دمارچک
اِوا دمارچک (لهستانی: Ewa Maria Demarczyk؛ زادهٔ ۱۶ ژانویهٔ ۱۹۴۱ - درگذشته ۱۴ اوت ۲۰۲۰) یک خواننده نامدار اهل لهستان بود. وی بین سال‌های ۱۹۶۱ تا ۲۰۰۰ میلادی فعالیت می‌کرد.
وی را یکی از مستعدترین و پُرجاذبه‌ترین خوانندگان تاریخ موسیقی لهستان می‌دانند و در دههٔ ۱۹۶۰ میلادی او را به ادیت پیاف مقایسه می‌کردند. در لهستان او را «فرشتهٔ سیاه» لقب داده‌اند.
وی همچنین برندهٔ جوایزی همچون لژیون دونور، گلوریا آرتیس و نشان افتخار تولد لهستان شده‌است.